# ヘルマン・シュテンナー
ヘルマン・シュテンナー（Hermann Stenner, 1891年3月12日 - 1914年12月5日）は、ドイツの「表現主義」の画家である。第一次世界大戦で23歳で戦死した。

## 略歴
ノルトライン＝ヴェストファーレン州のビーレフェルトに装飾画家の息子に生まれた。1908年からビーレフェルトの工芸学校で学び、1909年にミュンヘン美術院に入学しハインリヒ・クニルに学んだ。1909年の夏はダッハウの風景画家、ハンス・フォン・ハイエクの学校でも学んだ。クニルやハイエクに才能を認められて、シュトゥットガルトの美術アカデミーで教えていたクリスティアン・ランデンベルガーに学ぶことを勧められた。
1910年にシュトゥットガルトに移り、ランデンベルガーに学んだ後、1911年にアドルフ・ヘルツェルのクラスに移った。教師たちの指導を受けて、独自なスタイルを確立した。1912年に友人となった美術史家のハンス・ヒルデブラントとパリを4週間訪れた。
1913年にドレスデンで初めて開かれた表現主義の展覧会に招待されて出展した。1914年に芸術と産業の統一を構想して作られた「ドイツ工作連盟」の第1回ドイツ工作連盟ケルン展 の会場の壁画の製作を依頼された。シュテンナーの作品は話題になり、さまざまな反応をうけた。シュトゥットガルトで開かれた、スイス、オーストリア、ドイツの画家による国際展「Verband der Kunstfreunde in den Ländern am Rhein」にも出展した。
第一次世界大戦が始まると、1914年8月に志願兵として出征し、2カ月間西部戦線で戦った後、東部戦線に転じ、12月に現在のポーランドのイウフ(Iłów)で戦死した。

## 作品

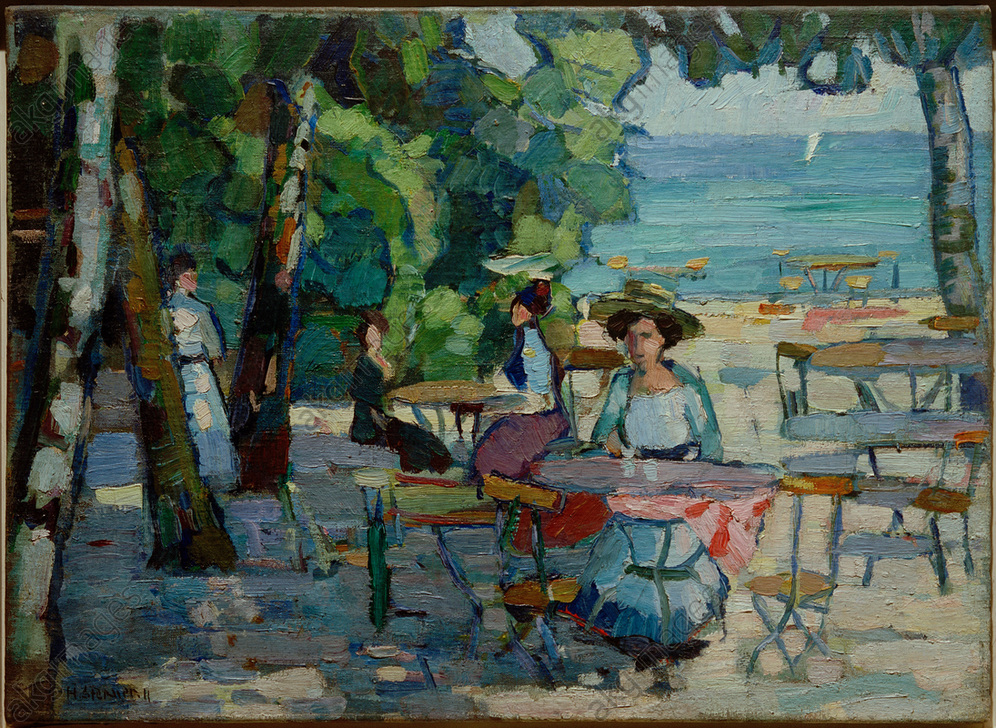
「カフェの庭」(1911)
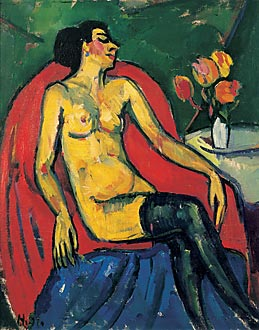
「バラの花束とヌード」(1911)
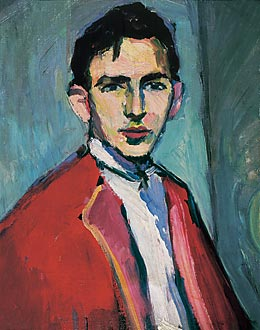
自画像(1911)
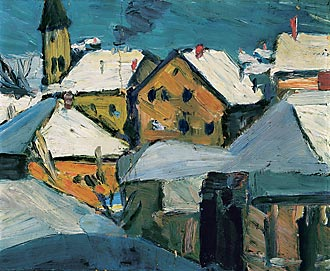
「冬の村の風景」(1911)
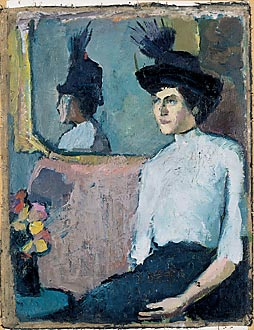
「鏡の前の帽子の女」(1911)
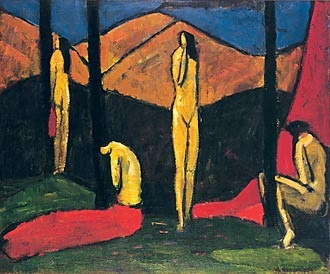
「風景の中の4つのポーズ」(1913)
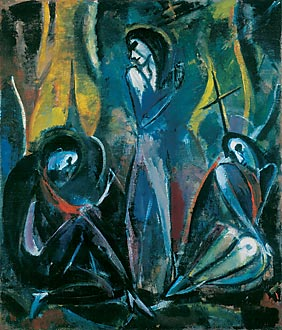
「蘇生」(1914)
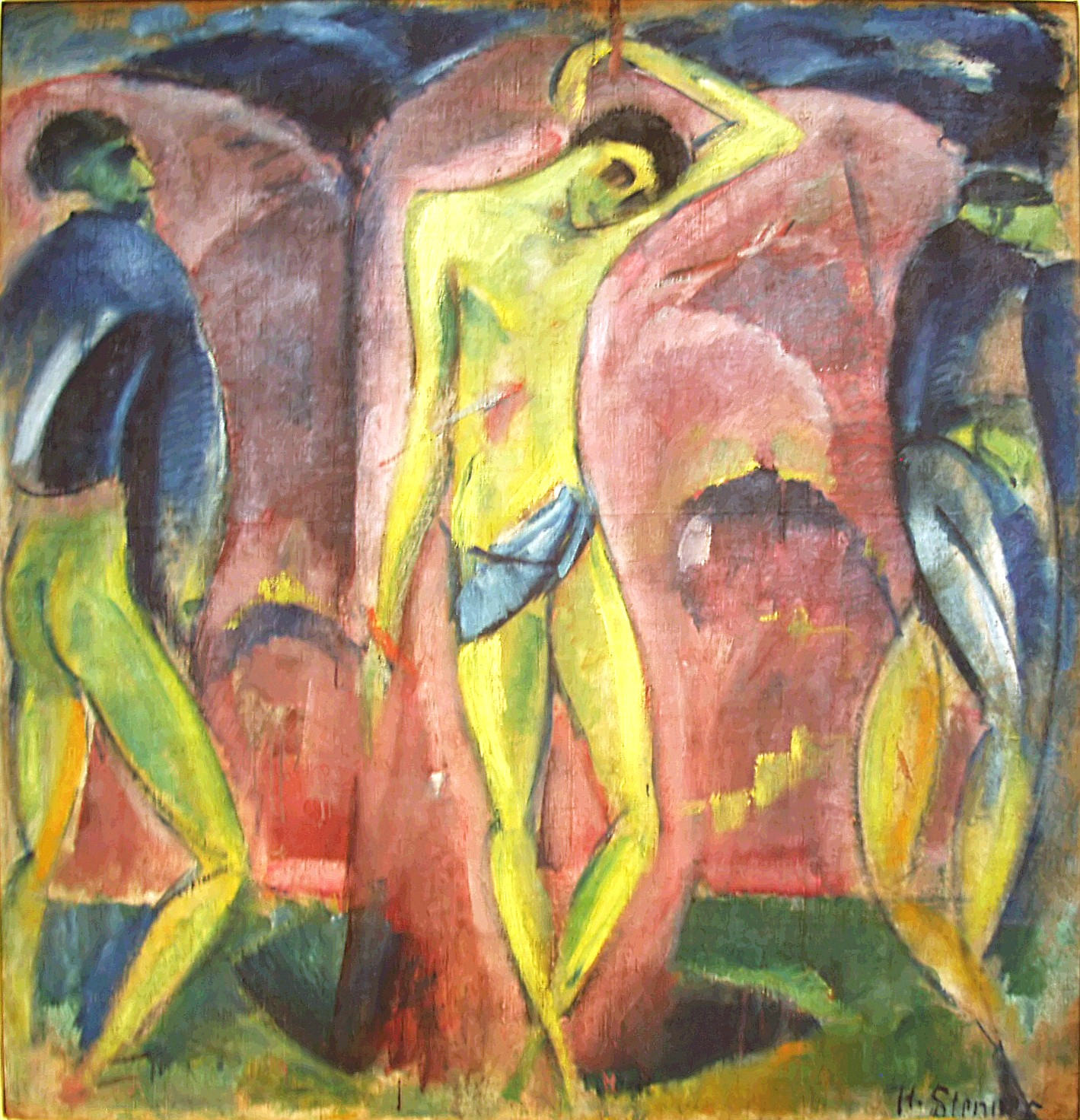
Hl. Sebastian (1914)